# Petanka
Petanka (izvirno pétanque) je moštvena športna igra, podobna balinanju. 
Igra petanke je zagotovo ena najbolj razširjenih iger s kroglami na svetu. Je enostavna igra s kovinskimi, plastičnimi ali lesenimi kroglami (premera približno 7 cm) z zelo enostavnimi pravili. Igramo jo lahko praktično vsepovsod, na kateri koli podlagi - v parkih, na sprehajalnih stezah, na travi, na dvorišču, na plaži, na vikendu in podobno. Igra ne zahteva posebne fizične pripravljenosti, tako da jo lahko igrajo vsi, tako stari kot mladi, otroci, moški in ženske, celo invalidi. Zelo je primerna za rekreacijo in razvedrilo, v svetu pa je priznana tudi kot atraktivni tekmovalni šport. 

## Zgodovina
Začetki petanke segajo v leto 1907, ko so jo prvič zaigrali v Franciji. V letu 2007 so igralci praznovali 100. obletnico igre. Po vsem svetu so se vrstile različne manifestacije, v Sloveniji pa je bil slavnostni dogodek septembra, v parku Tivoli, v Ljubljani. ZDPS (Zveza društev petanke Slovenije) je organizirala predstavitev igre za obiskovalce parka, dogodek pa je s svojim obiskom počastil ljubljanski župan, Zoran Janković, ki se je tudi preizkusil v igranju petanke. Leta 1959 je bilo organizirano prvo svetovno prvenstvo za moške, leta 1988 pa so prvič samostojno na svetovnem prvenstvu zaigrale tudi ženske. V Mednarodno petankarsko zvezo (FIPJP - Fédération Internationale de Pétanque et Jeu Provençal) je trenutno vključenih 88 držav iz vsega sveta, ki tudi sodelujejo na svetovnih in evropskih prvenstvih v vseh kategorijah (moški, ženske, mladinci).

## Petanka v Sloveniji
Leta 1999 je bila ustanovljena Zveza društev petanke Slovenije, Slovenija pa je postala članica Mednarodne petankarske zveze v letu 2000. Istega leta je bilo organizirano tudi prvo državno prvenstvo. V šestih letih obstoja je število klubov, ki nastopajo v državni ligi in TOUR tekmovanjih, zraslo s 5 na 20, število registriranih aktivnih igralcev in igralk pa od 25 na 320. Moška reprezentanca Slovenije je nastopila na osmih svetovnih in obeh evropskih prvenstvih ter vsako leto tudi po rezultatih napredovala na lestvici. Leta 2011, na evropskem prvenstvu v Göteborgu, Švedska, se je prvič v zgodovini prebila med 16 najboljših ekip na stari celini, medtem ko je leta 2012, na svetovnem prvenstvu v Marseilleu, Francija, z uvrstitvijo med 16 najboljših ekip na svetu dosegla tudi svoj najboljši rezultat. Ženska reprezentanca pa je nastopila na štirih svetovnih prvenstvih in na zadnjih treh pristala na izvrstnem 13. oziroma dvakrat na 9. mestu. Ženska reprezentanca je nastopila tudi na šestih evropskih prvenstvih, kjer se je trikrat uspela uvrstiti med 16 najboljših ekip, leta 2012, na EP v Gentu, Belgija, pa je dosegla največji slovenski uspeh na velikih mednarodnih tekmovanjih in osvojila zlato medaljo v pokalu narodov. Mladinci so avgusta 2008 s srebrno medaljo, ravno tako v pokalu narodov, na 6. evropskem prvenstvu v Nieuwegeinu, Nizozemska, dosegli drugi največji slovenski uspeh na velikih mednarodnih tekmovanjih. Ravno tako so bili z 10. mestom v skupnem seštevku prvič v zgodovini v mladinski konkurenci uvrščeni v zgornji razred evropskih držav, v katerih se igra petanka.

## Vrste iger
- enojke:  en igralec proti enemu igralcu (vsak igralec igra s tremi kroglami)
- dvojice: dva igralca proti dvema igralcema (vsak igralec igra s tremi kroglami)
- trojice: trije igralci proti trem igralcem (vsak igralec igra z dvema kroglama)
- natančno izbijanje: ciljanje postavljenih krogel na različnih razdaljah, z ovirami različnih težavnostnih stopenj. Zahteva izjemno natančnost in zbranost tekmovalca

### Slovenija
- Zveza društev petanke Slovenije
- Petanka online
- Športno društvo Sloga Ljubljana Arhivirano 2017-06-25 na Wayback Machine.
- Petankarsko športno društvo Hribovci Arhivirano 2016-12-23 na Wayback Machine.
- Petankarski klub Sršeni[mrtva povezava]

### Svet
- Svetovna petankarska zveza
- Evropska petankarska zveza
- Francoska petankarska zveza Arhivirano 2008-03-27 na Wayback Machine.
- Poljska petankarska zveza
- Mednarodni petankarski portal